# Juniper Networks
Juniper Networks, Inc. je americká společnost vyrábějící síťová zařízení, založená v roce 1996 Pradeepem Sindhou. Sídlí ve městě Sunnyvale, v Kalifornii, USA. Vyrábí vysoce výkonná síťová zařízení pro IP sítě. Mezi její hlavní produkty patří T-series, M-series, E-series, MX-series a J-series rodina IP směrovačů, EX-series ethernetových směrovačů a SRX-series bezpečnostní produkty. Společnost vyvíjí vlastní operační systém, Junos.